# A Portuguesa
A Portuguesa är Portugals nationalsång. Den skrevs 1890 av Henrique Lopes de Mendonça (text) och Alfredo Keil (musik) under den period av patriotism som följde det brittiska ultimatumet om att de portugisiska trupperna skulle utrymma området mellan Angola och Moçambique. A Portuguesa antogs senare som den republikanska kampsången och ersatte i samband med den portugisiska republikens födelse 1910 den konstitutionell monarkins sista nationalsång O hymno da Carta.
Titeln A portuguesa betyder "den portugisiska (sången)" precis som Frankrikes nationalsång Marseljäsen betyder Marseilles sång.

## Bakgrund

Den Rosa kartan som representerar Portugals anspråk på landområdet mellan Angola och Moçambique.

Storbritannien ställde år 1890 ett ultimatum där de krävde att Portugal skulle ge upp sitt anspråk på det afrikanska landområde som låg mellan de två portugisiska kolonierna Angola och Moçambique. Trots folkets högljudda protester tvingades regeringen att acceptera det brittiska kravet. Detta ledde till ett ökat folkligt missnöje gentemot kung Karl I och ett ökat stöd för den snabbt växande republikanska rörelsen.
Inspirerad av den allmänna vreden skrev Henrique Lopes de Mendonça en dikt som uppmanade folket att "slåss för sitt fosterland" (Pela Patria lutar) och som prisade nationens förflutna som sjömakt. Mendonças nära vän Alfredo Keil satte sedan musik till orden och sången blev snabbt populär bland de som var missnöjda med vad de ansåg vara ett förödmjukande och underställt beteende av den portugisiska staten.
Den 31 januari 1891 bröt en republikansk revolt ut i staden Porto och A Portuguesa blev revolutionärernas kampsång. När revolten krossades bannlystes sången. Den 5 oktober 1910 lyckades en ny revolution störta monarkin och instifta en republik. Året därpå antogs en lag som fastställde A Portuguesa som Portugals officiella nationalsång.
1956 hade A Portuguesa utvecklats så att det fanns flera olika versioner som skiljde sig i såväl text som musik. Staten tillsatte därför en speciell kommission med uppgift att sammanställa en officiell version av sången. Kommissionen utvecklade ett förslag som antogs av ministerrådet (Conselho de Ministros) den 16 juli 1957.
Under omarbetningen av Portugals grundlag 1976 utsågs A Portuguesa till en av Portugals nationalsymboler.

## Användning
A Portuguesa spelas under nationella, civila och militära ceremonier där fosterlandet, flaggan eller presidenten hedras. Vid officiella receptioner för utländska statschefer är det, inom Portugals gränser, obligatoriskt att spela sången efter det att besökarens nationalsång har hörts. Alla verserna kommer från Mendonças dikt men det är bara den första versen som används i officiella sammanhang och de två andra verserna är i stort sett okända av majoriteten av portugiser.

## Sångtexten
Sången är uppbyggd av tre strofer som var och en består av två delar på fyra versrader följd av en refräng på fem rader.
Refrängens sista rad "Contra os canhões marchar, marchar!" (Mot kanonerna, marscherar vi, marscherar vi!) är en modifiering av originalets "Contra os bretões marchar, marchar" (Mot britterna, marscherar vi, marscherar vi!).